# Ciechowice

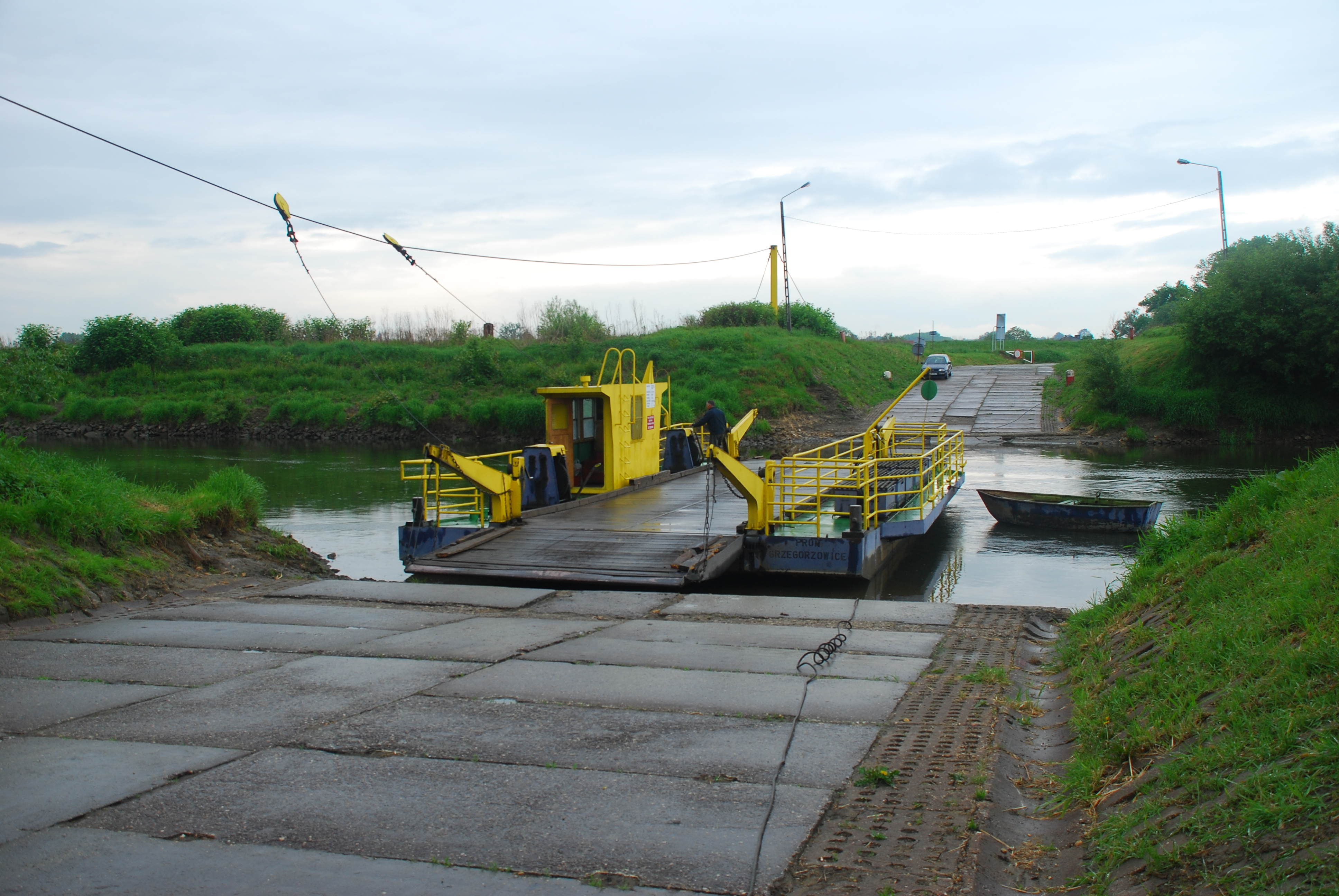
Fähre über die Oder

Ciechowice (deutsch Schichowitz, 1936–1945 Oderbrück) ist ein Dorf in der Landgemeinde Nendza im Powiat Raciborski der polnischen Woiwodschaft Schlesien an der Oder.

## Geschichte
Schichowitz wurde zum ersten Mal in Dokumenten von 1292 erwähnt. 1531 war das Dorf unter den Namen Czykowitze bekannt. Seit 1920 gibt es den Namen Schichowitz (Szychowice). Der Heutige Ortsname Ciechowice entstand 1945, nachdem dieser Teil von Schlesien zu Polen kam. Im Dorf gibt es einige Gebäude aus dem 19. Jahrhundert, eine Wegkapelle und ein Steinkreuz Gottes Leidenschaft mit einer Mater-Dolorosa-Statue von 1876. Im Dorf befinden sich auch Ruinen der Oderbrücke zwischen Schichowitz und Gregorsdorf  in der Gemeinde Rudnik. Die Brücke wurde 1945 von der Wehrmacht zerstört, als die Rote Armee an die Oder kam. Heute befindet sich am Platz der alten Oderbrücke eine Fähre, die die beiden Dörfer verbindet.